# Television Spy
Television Spy is een Amerikaanse dramafilm uit 1939 onder regie van Edward Dmytryk.

## Verhaal
De wetenschapper Douglas Cameron vindt een apparaat uit waarmee televisie kan worden uitgezonden in het hele land. Buitenlandse spionnen slagen erin de plannen van zijn uitvinding te stelen. Cameron tracht die gestolen plannen terug te krijgen. Bovendien wordt hij verliefd op Gwen Lawson, de dochter van zijn rivaal.

## Rolverdeling
| Acteur              | Personage        |
| ------------------- | ---------------- |
| William Henry       | Douglas Cameron  |
| Judith Barrett      | Gwen Lawson      |
| William Collier sr. | James Llewellyn  |
| Richard Denning     | Dick Randolph    |
| John Eldredge       | Boris            |
| Dorothy Tree        | Reni             |
| Anthony Quinn       | Vonich           |
| Minor Watson        | Burton Lawson    |
| Morgan Conway       | Carl Venner      |
| Byron Foulger       | William Sheldon  |
| Chester Clute       | Harry Payne      |
| Wolfgang Zilzer     | Frome            |
| Olaf Hytten         | Wagner           |
| Hilda Plowright     | Amelia Sheldon   |
| Ottola Nesmith      | Caroline Sheldon |